# Вышне Ружбахи
Вышне Ружбахи (словац. Vyšné Ružbachy) — село, община в округе Стара Любовня, Прешовский край, Словакия. Расположен в северо-восточной части Словакии в Списки Магури, в долине Ружбашского потока, недалеко от границы с Польшей.
Впервые упоминается в 1329 году.
В селе есть римо-католический костёл с половины 17 века в стиле барокко.
Над селом находится курортная зона с парком, где лечат нервные болезни, депрессии, кровный давление. Туристическими аттракциями есть термальный бассейн и горнолыжная база «Скипарк».

## Население
| Год:                | 1994 | 2004     | 2014    | 2024    |
| ------------------- | ---- | -------- | ------- | ------- |
| Количество человек: | 1164 | 1296     | 1403    | 1443    |
| Разница:            |      | +11,34 % | +8,25 % | +2,85 % |

Национальный состав населения (по данным последней переписи населения — 2001 год):
- словаки —  98,41%
- чехи — 0,32%
- украинцы — 0,24%
- венгры — 0,24%
- поляки — 0,24%
- русины — 0,08%

Состав населения по принадлежности к религии состоянию на 2001 год:
- римо-католики — 94,60%
- греко-католики — 3,65%
- протестанты — 0,08%
- православные — 0,08%
- не считают себя верующими или не принадлежат к одной вышеупомянутой церкви — 1,43%